# 集合名詞
集合名詞（英語：Collective noun）是語言學上的一個專有名詞，意指一種可用來指稱一群對象的字，而這些對象，可以是人、動物、或是一群概念等事物。舉例而言，在英語中，「一群獅子」可稱為「a pride of lions」，此時「pride」為一個集合名詞。

## 外部連結
- The Collective Noun Page （页面存档备份，存于）
- Collection of Collective Nouns
- Fun With Words: Collective Nouns （页面存档备份，存于）
- Collective Nouns List （页面存档备份，存于）